# Valentine Baker
Pour les articles homonymes, voir Valentine Baker (homonymie) et Baker.
Valentine Baker, dit Baker Pasha, né le 1er avril 1827 à Londres et décédé le 17 novembre 1887  au Caire,  est un officier militaire britannique, frère cadet de Samuel White Baker. Il commande les troupes égyptiennes à la première bataille d'El Teb le 4 février 1884.

## Biographie
Valentine Baker est né à Endfield dans la banlieue de Londres. Il est le fils d'un riche homme d'affaires possédant une flotte marchande, directeur du Great Western Railway et président de la Gloucester Bank.  En 1833, sa famille déménage à Highnam près de Gloucester. 

### Carrière au sein de l'armée britannique
Son frère ainé, Samuel White Baker, est un célèbre explorateur qui s'installe sur l'île de Ceylan (Sri Lanka). En 1848, Valentine Baker le rejoint. Il sert dans le corps des fusiliers de Ceylan (Ceylan rifles) jusqu'en 1851. 
Il participe ensuite à une guerre contre les Xhosas en 1852 puis à la guerre de Crimée (notamment la bataille de la Tchernaïa et la chute de Sébastopol) sous la bannière du 12e régiment de lanciers.
Pendant la guerre de Crimée, il étudie les techniques des cavalerie française, russe et turque. À la fin de la guerre, il se rend en Autriche et en Italie où il observe les cavaleries de ces pays. À son retour en Angleterre, il écrit un livre The British cavalry qui propose des améliorations pour la formation des cavaliers ainsi que pour l'élevage des chevaux. 
En 1857, il rejoint le 10e Royal Hussard en tant que capitaine. Il est considéré comme un officier compétent. En juillet 1859, il est nommé commandant.  
En 31 mars 1860, il achète le commandement de son régiment dont le prince de Galles Albert-Edouard (futur roi Edouard VII) est le colonel honoraire. Il fait partie du cercle des intimes de ce dernier.
Le 13 décembre 1865, il épouse Fanny Wormald avec qui il aura deux filles, Hermione et Sybil.
En 1870, il prend un congé d'un an pour observer la guerre franco-allemande et visite les armées des belligérants. 
Il participe à une expédition dans le Khorasan, ne parvint à atteindre le Khanat de Khiva mais permit de récupérer des renseignements militaires et sur la géopolitique de la région, et notamment sur l'avancée des Russes en Asie Centrale. À son retour, il relate ses aventures dans un livre Clouds in the East.
En 1874, il retourne en Angleterre. Il reçoit le commandement en second du nouveau camp de manœuvres d'Aldershot, dans le Hampshire, qui sert à former au combat moderne l'armée de terre britannique.

### Une condamnation qui lui coute sa carrière
Le 16 mai 1875, alors qu'il se rend en train de Aldershot à Londres, il se montre trop entreprenant avec une jeune femme, Rebecca Dickinson, qui partage son compartiment. Cette dernière porte plainte. Lors du procès qui s'ensuit, il refuse de s'expliquer devant le tribunal. Ses amis expliquent sa conduite par un coup de folie. Le scandale lui ferme les portes de la société victorienne. Il est condamné à un an de prison pour attentat à la pudeur et à 500 000 livres d'amende. La reine Victoria décide qu'il est chassé de l'armée sans faire valoir son droit à la retraite. 
À la suite de ce scandale, qui souligne la vulnérabilité des femmes dans les trains, ces derniers ont été modifiés. Des couloirs sont créés dans les nouveaux wagons, des compartiments « Ladies Only » sont réservés exclusivement aux femmes.

### Au service de l'Empire ottoman
À sa sortie de prison, il est ruiné et mis au ban de la société. En septembre 1876, il entre au service de l'Empire ottoman en guerre contre la Russie, avec le grade de général et le titre de pacha. Il participe aux batailles du col de Chipka (juillet 1877) et de Tashkessan (31 décembre 1877) où il se fait remarquer pour sa compétence et son courage par les correspondants de guerre auxquels des officiers turques déclarent : 

« L'infidèle qui commande notre cavalerie se bat avec le courage de dix mille tigres »

« Allah a frappé les Anglais avec une telle cécité qu'ils permettent à un homme comme lui de quitter leur armée. »

Après la guerre, il commande la gendarmerie ottomane en Anatolie jusqu'en 1882 et rejoint l'Égypte.

### Carrière militaire en Égypte
Dans ce pays, supervisé par le Royaume-Uni, il postule pour le poste de commandant en chef de la nouvelle armée égyptienne encadrée par des officiers et sous-officiers britanniques. Ce poste lui est refusé car « on ne peut exiger des cadres britanniques de servir sous les ordres d'un homme déshonoré ». En janvier 1883, il accepte le poste d'inspecteur général de la gendarmerie égyptienne en cours de création.

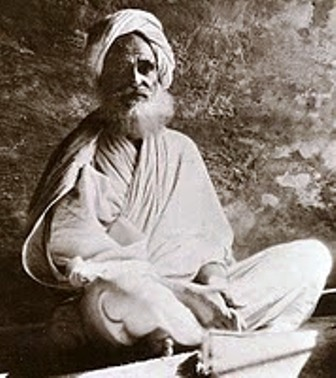
Osman Digna le vainqueur de la première bataille d'El Teb

Devant les victoires répétés des mahdistes, les autorités du Caire s'affolent et l'envoient protéger la côte de la mer Rouge et plus particulièrement la ville de Suakin. Il rassemble ses gendarmes plus formés pour lutter contre la criminalité et le maintien de l'ordre que pour une bataille militaire. Ses hommes refusent de combattre les mahdistes, néanmoins, il arrive à les convaincre de le suivre. Il récupère encore quelques unités militaires hétéroclites et se rend par mer à Suakin. Le 4 février 1884, alors qu'il tente d'atteindre Tokar assiégée, sa colonne est attaquée, par surprise, au lieu-dit El Teb, par les mahdistes d'Osman Digna. Tétanisés par la peur et manquant d'expérience, la plupart de ses hommes se laissent massacrer par un ennemi moins bien armé et moins nombreux. Sur 3 500 hommes, 2 000 soldats et 112 officiers et sous-officiers sont tués. Les mahdistes récupèrent toute l'artillerie de la colonne. Valentine Baker s'échappe in extrémis en donnant de sa personne.
Le 29 février 1884, il participe à la deuxième bataille d'El Teb. La colonne est composée de troupes britanniques dont le 10e Royal Hussard qu'il a commandé. Ces hommes, en le reconnaissant, l'acclament vigoureusement. Il est affecté au sein de la force britannique comme chef du renseignement, guide et conseiller du général Graham qui commande l'expédition. Lors de la bataille, il est atteint au visage par un éclat d'obus. Il se fait rapidement panser puis reprend ses fonctions. Les Britanniques gagnent le combat et les armes prises aux gendarmes en février sont reprises. 
De retour au Caire, Valentine Baker ne participe plus aux combats et se consacre à l'amélioration du niveau d'efficacité de la gendarmerie. 
Le 23 janvier 1885, sa fille Hermione meurt d'une longue maladie à 18 ans et son épouse un mois plus tard.  
Affaibli par ses blessures et souffrant du climat de l’Égypte, il meurt le 17 novembre 1887 au Caire où il reçoit des funérailles militaires en présence du général Frederick Stephenson, commandant l'armée en Égypte. Son cercueil est recouvert du drapeau britannique. Il est enterré dans le cimetière du Caire près de la tombe de sa fille,.

## Reconnaissance
À la demande du prince de Galles, la reine Victoria le réintègre, à titre posthume, avec le grade de général dans l'armée britannique.

## Œuvre littéraire
Il écrivit un certain nombre d'ouvrages militaires. 
- The British cavalry (1858)
- Our National Defences (1860) ;
- Clouds in the East (1876).
- War in Bulgaria, a Narrative of Personal Experience (1879)